# Antonio Rada
José Antonio Rada Angulo (Sabanalarga, 1937. június 13. – Barranquilla, 2014. június 1.)  kolumbiai válogatott labdarúgó.

## Pályafutása

### Klubcsapatban
Pályafutása során több klubban is játszott, melyek a következők voltak: Sp Barranquilla, Unión Magdalena, Deportivo Pereira, Atlético Junior, Atlético Nacional, Atlético Bucaramanga, Deportes Tolima.  

### A válogatottban
1962 és 1965 között 4 alkalommal szerepelt a kolumbiai válogatottban és 3 gólt szerzett. Részt vett az 1962-es világbajnokságon.

## Külső hivatkozások
- Antonio Rada – a FIFA adatbázisában
- Antonio Rada adatlapja a National-Football-Teams.com oldalon (angolul)

- Antonio Rada (portugál nyelven). zerozero.pt